# La Zancadilla
La Zancadilla va ser una revista esportiva de publicació setmanal escrita en castellà i editada a Barcelona. La revista es va publicar per primera vegada el 17 d'abril de 1920, va existir durant els primers anys de la dècada i es venia per 10 cèntims de pesseta. La Zancadilla va esdevenir un important referent per les posteriors revistes esportives catalanes i va ser pionera en el gènere de revista esportiva que ajuntava artícles d'humor amb actualitat esportiva i caricatures.

## Continguts i evolució

### Continguts
La revista explicava des d'un punt de vista satíric les principals notícies d'esport, especialment sobre futbol, que ocorrien en l'època. No es coneix la quantitat exacta de setmanaris escrits però s'estima que es van arribar a publicar com a mínim quaranta-set números.
La Zancadilla portava com a subtítol Revista Satírico Futbolera i va centrar la seva crítica principalment en el Futbol Club Barcelona, que es trobava en una època d'expansió, on es van començar a crear les primeres 'penyes' i el nombre de socis es multiplicava cada vegada més.
La revista també va ser especialment crítica amb la Federació Catalana de Futbol Amateur, que agrupava els principals equips de Catalunya.

### Evolució
La revista va debutar al 1920 amb l'objectiu inicial de publicar-se de manera setmanal, tot i que la manca d'èxit de la premsa esportiva de l'època va provocar grans irregularitats en les seves vendes i en la seva publicació. Durant la seva curta existència La Zancadilla es va acabar publicant de manera irregular i no de manera setmanal com s'havia pensat inicialment.

### Redacció
La Zancadilla estava redactada majoritàriament en castellà, tot i que també comptava amb alguns articles en català. Com figures més importants de la revista trobem dibuixants de la talla de Lluís Mallol i Suazo, conegut pel setmanari de contes En Patufet, a més de Tete i Allak, que donaven un toc humorístic a la revista amb els seus dibuixos.

## Fets destacats
La Zancadilla va ser la revista que va fer debutar el gènere de revista que unia temàtica esportiva i humorística. Aquest gènere es va consolidar dos anys després amb Xut!, una de les revistes de contingut esportiu més importants de l'època, que es basava principalment en les idees introduïdes a La Zancadilla, on van sorgir conceptes com -Avi del Barça- o pericos per als seguidors de l'altre equip de Barcelona, l'Espanyol.

## Final i desaparició
La desaparició de La Zancadilla va tenir lloc durant la segona part de la dècada de 1920 amb un mínim de 47 números publicats de manera irregular, s'estima que la seva desaparició va tenir lloc a causa de la manca d'èxit de la revista i el poc capital aconseguit.